# Герби штатів США
Герби штатів США — герби, прийняті тими штатами, які вирішили, що існує офіційний символ штату, поряд з печаткою. Вісімнадцять штатів офіційно затвердили герби. Колишня незалежна Республіка Техас і Королівство Гаваї мали окремий національний герб, який вже не використовується.

## Галерея

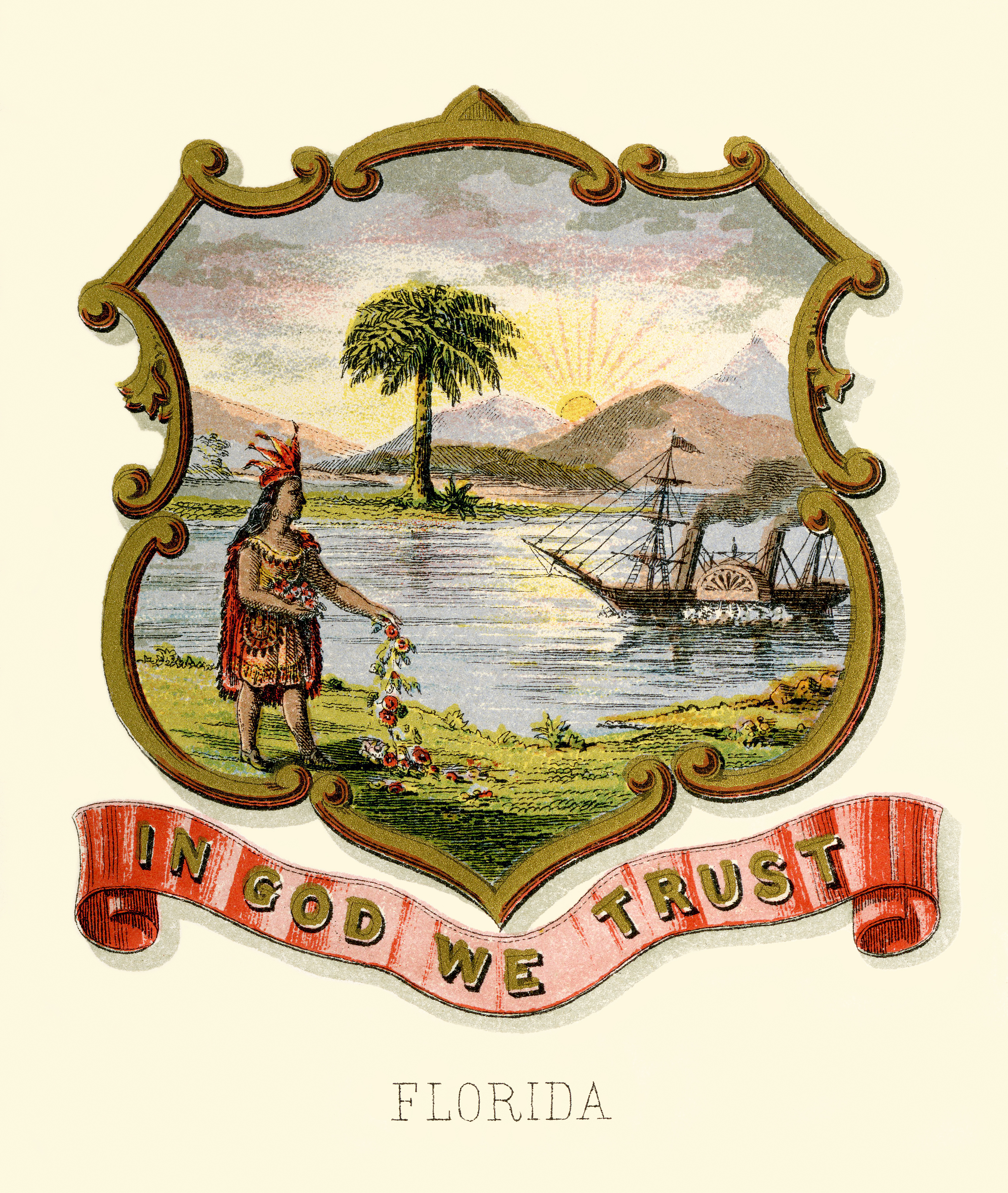
Флорида
Герб Алабами, прийнятий 14 березня 1939 року[1]
Герб Коннектикуту, прийнятий 24 березня 1931 року[2]
Герб Делаверу, прийнятий 1777 року[3]
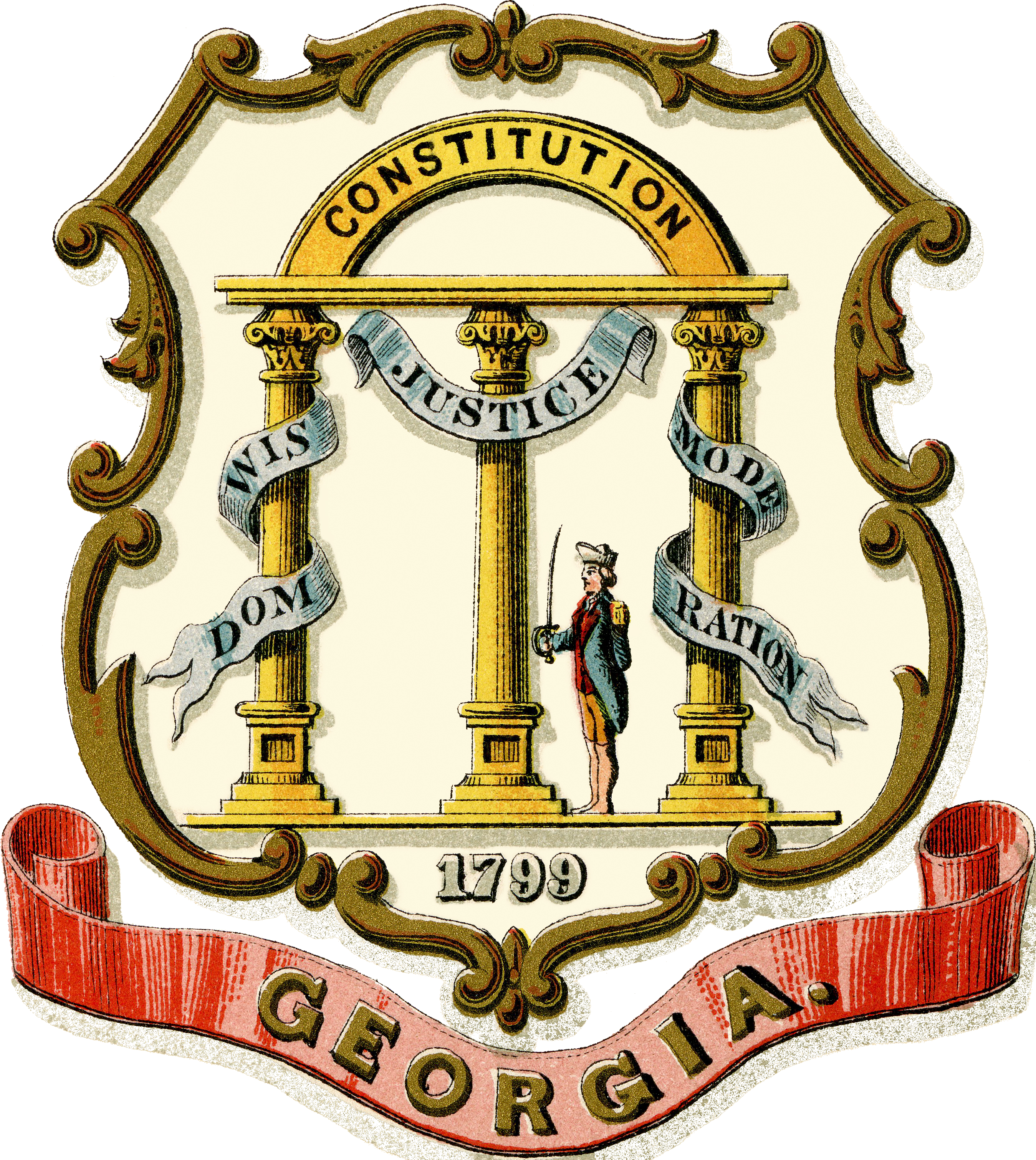
Герб Джорджії
Герб Гаваїв
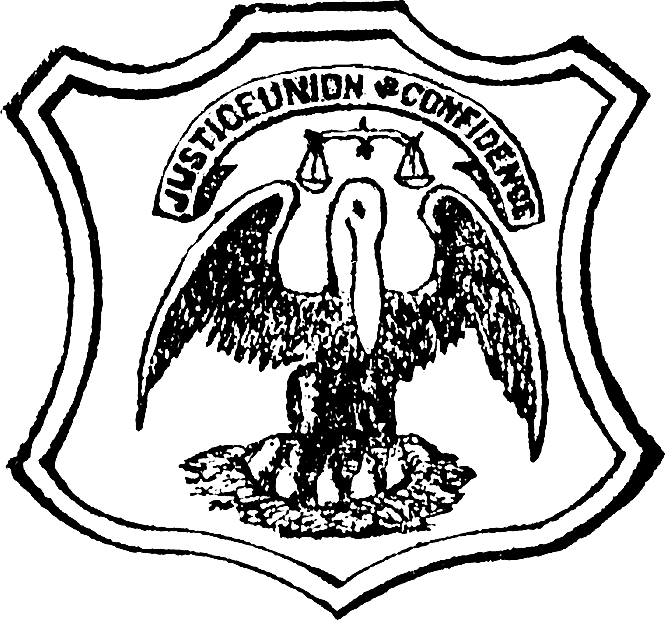
Герб Луїзіани
Герб Мену, прийнятий 9 червня 1820 року[4]
Герб Меріленду
Герб Массачусетсу, прийнятий року 1775 (легіслатурою, підтверджений губернатором Генкоком і Кабінетом 13 грудня 1780)
Герб Мічигану, прийнятий 1835 року, модифікований 1911-го[5]
Герб Міссісіпі, прийнятий 7 лютого 2001 року[6]
Герб Міссурі[7]
Герб Нью-Джерсі
Герб Нью-Йорку
Герб Північної Дакоти, прийнятий 1957 року
Герб Огайо, прийнятий 1953 року, модифікований 1996-го[8]
Герб Пенсільванії, прийнятий 1778 року
Герб Род-Айленда, прийнятий 1 лютого 1882 року[9]
Герб Техасу, прийнятий 1845 року[10]
Герб Юти
Герб Вермонту, прийнятий 1862 року (Актом №11)
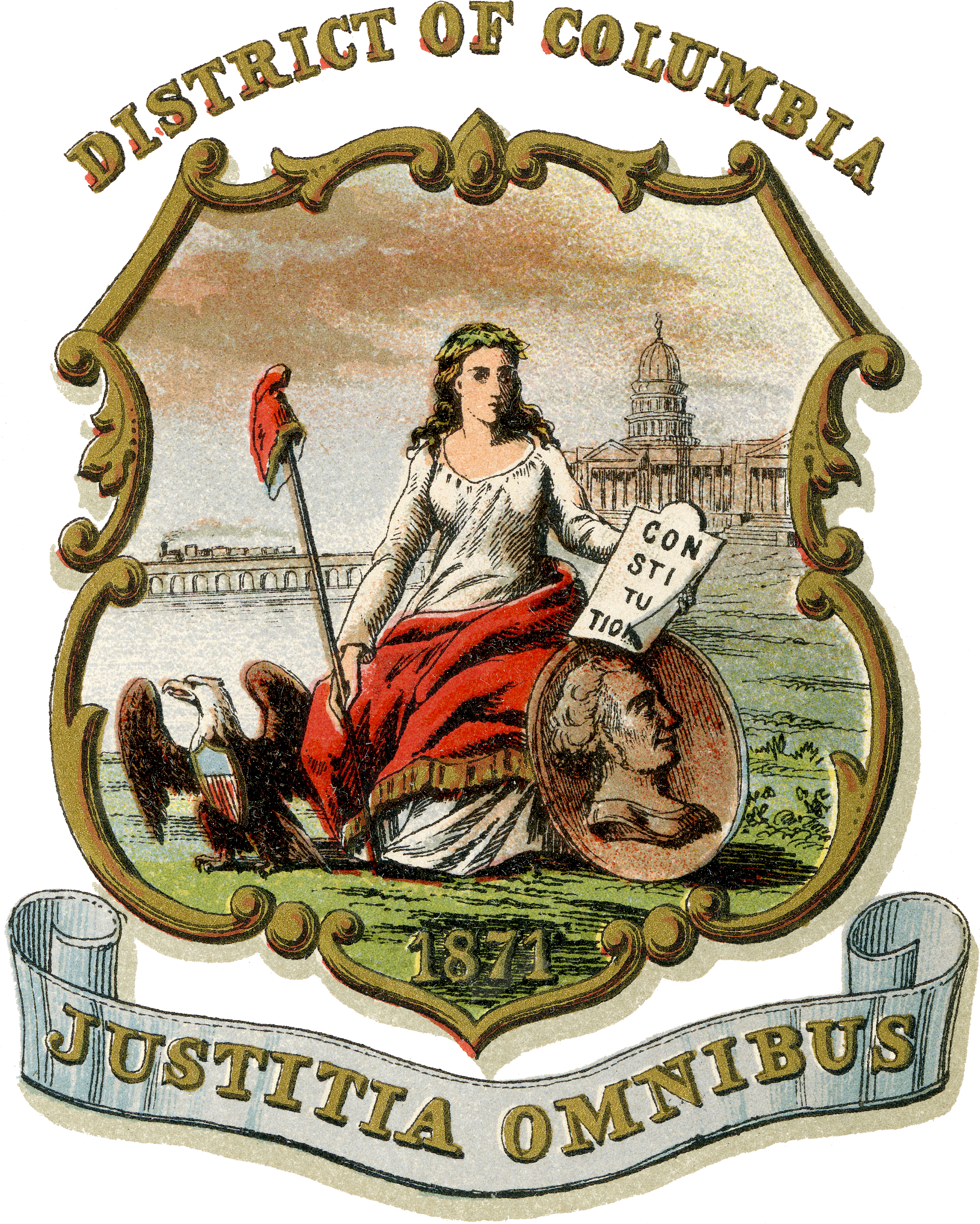
Герб Вашингтону
Герб Західної Вірджинії, прийнятий 26 вересня 1863 року
Герб Вісконсину[11]
Герб Пуерто-Рико, Співдружності Сполучених Штатів
Великий герб Королівства Гаваї
Герб Королівства Гаваї
Герб Республіки Техас 1839-1845